# Jean Topart

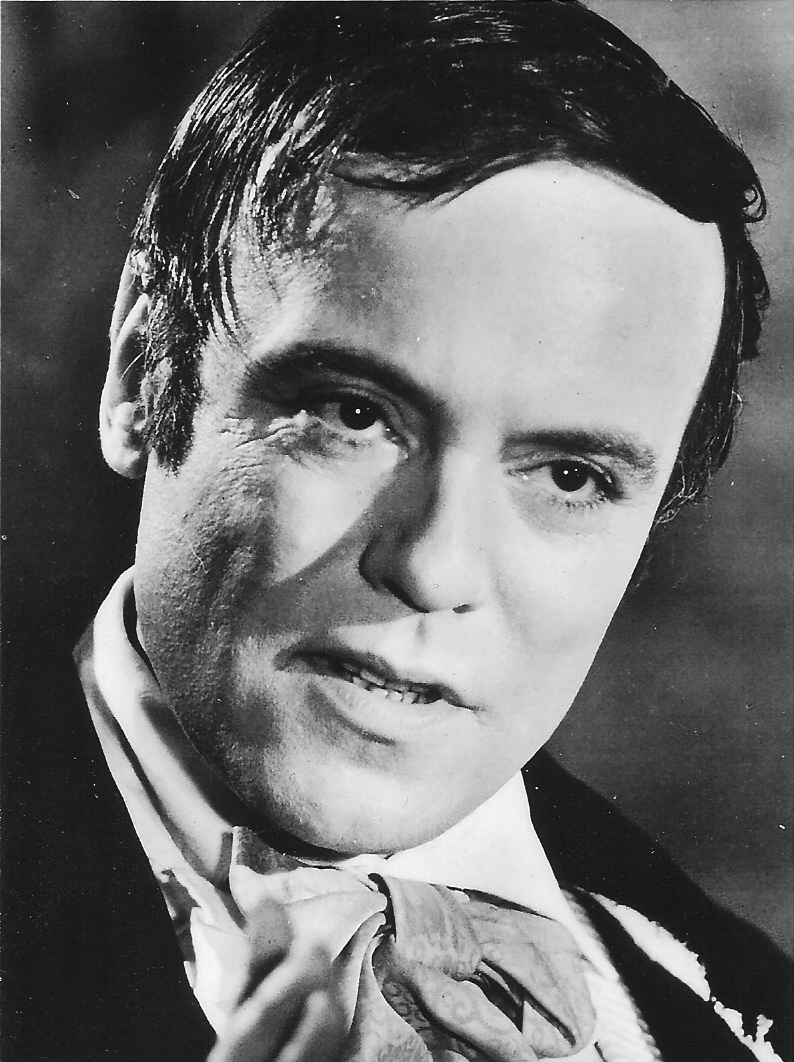
Jean Topart

Jean Topart (* 13. April 1922 in Paris; † 29. Dezember 2012 in Le Port-Marly) war ein französischer Schauspieler und Synchronsprecher.
Toparts Schwester Lise Topart war ebenfalls Schauspielerin.

## Filmographie (Auswahl)
- 1949: Le sorcier du ciel
- 1958: Die Elenden (Les Misérables) (Stimme)
- 1959: Das Testament des Dr. Cordelier (Le testament du Docteur Cordelier)
- 1962: Der Kampf auf der Insel (Le Combat dans l’île) (Stimme)
- 1962: Der scharlachrote Musketier (Le Chevalier de Pardaillan)
- 1964: Der Triumph des Musketiers (Hardi Pardaillan!)
- 1964: Angélique (Angélique, Marquise des Anges)
- 1965: Genosse Don Camillo (Il compagno Don Camillo) (Stimme)
- 1965: Belphégor oder das Geheimnis des Louvre (Belphégor) (Stimme)
- 1966: Heiße Nächte (Soleil noir)
- 1967: Action Man (LE soleil des voyous)
- 1968: Der Teufelsgarten (Coplan sauve sa peau)
- 1968: Die Sexsklavinnen von Schloß Porno (La main noire)
- 1969: Maldonne
- 1970: Kalter Schweiß (De la part des copains)
- 1972: Justine – Lustschreie hinter Klostermauern (Justine de Sade) (Stimme)
- 1972: Bonaparte et la révolution (Stimme)
- 1973: Der wilde Planet (Fantastic Planet) (Stimme)
- 1974: Sag' mir, daß du mich liebst (Dis-moi que tu m’aimes)
- 1975: Kommissar Cabrol ermittelt (Les cinq dernières minutes) (Fernsehreihe, 1 Folge)
- 1975: Parlez-moi d’amour
- 1976: Monsieur Klein (Stimme)
- 1978: Maigret (Fernsehserie, 1 Folge)
- 1981: La puce et le privé
- 1985: Hühnchen in Essig (Poulet au vinaigre)
- 1987: Julien Fontanes, Untersuchungsrichter (Julien Fontanes, magistrat) (Fernsehserie, 1 Folge)
- 2000: Les acteurs
- 2006: Die Schlange (Le Serpent)